# 化石島
『化石島』（かせきとう）は手塚治虫の漫画作品。1951年12月に東光堂から描き下し作品として刊行された。

## 概要
手塚治虫漫画全集版に寄せた手塚治虫本人の解説に寄れば、本作の企画当初はロックを主人公としてスティーヴンソンの『宝島』のような冒険譚となる予定だったが、別の漫画家が良く似た設定の作品を発表したことで、予定を変更。アイデアをあたためていた雰囲気が異なるストーリーをオムニバス形式でつなげることになった。また、本作は執筆が遅れ、最後の夢の話は、本作とは別に連載の準備をしていた『ピピちゃん』のエピソードをダイジェスト化している。
本作には西部劇のエピソードが含まれている。既に『拳銃天使』で西部劇を漫画で描いていた手塚であるが、映画『駅馬車』を観た手塚は、そこに描かれた人間模様に感銘を受け、本作の西部劇シーンのヒントにして描いたと自身のエッセイで述べている。

## ストーリー
新聞記者のロック、漫画家の手塚、女性詩人の谷間コダマの3人は、数々の奇岩で知られる化石島を訪れ、島の宿屋で一夜を過ごす。そこで3人はそれぞれに夢を見る。
ロックの夢
化石島の奇岩はアルセーヌ・ルパンが盗んだ彫刻を隠すために漆喰を上塗りしたものだった。盗品を捜査するシャーロック・ホームズとルパンの争いにロックは巻き込まれる。
手塚の夢
ある研究者が見つけた古代人の食物には、食べた生き物の知能を向上させる力があった。食物を食べて知能が向上した動物たちに手塚は飼われてしまう。
コダマの夢
天国からやってきた妖精エロスに身体を取り換えられてしまい、コダマは天国へ、エロスは地上で暮らすことになる。人々に愛を与えるエロスの仕事に就いたコダマは失敗ばかり。
ロックの夢2
ロックはインディアンの酋長の息子。サムは鉄道会社の社長の息子。ある事件が元でロックは白人の社会で、サムはインディアンの社会で育てられることになる。時は流れて、ロックは鉄道公安官になり、サムもインディアンの一員となった。ある時、ロックやサムの実妹が乗る鉄道をロックの実父やサムたちインディアンが襲撃する。
?の夢
赤壁博士は人類存亡の危機を救うため、我が子のピピを海で生きられるよう改造した。赤壁博士は世間の糾弾が元で亡くなるが、ピピは亀に育てられて生き延びる。マスコミはピピを見つけて騒然となり、ピピを見世物のようにしようとするが、それを嫌ったピピは海へと帰って行った。

## 主な登場人物
ロック
新聞記者。
手塚治虫
漫画家。
谷間コダマ
詩人を自称する女性。
岩作
化石島の宿屋の主人にして、島守。
アルセーヌ・ルパン
戦争による紛失から美術品を救い出すことを目的に盗みを働く。
シャーロック・ホームズ
探偵。ルパンが盗んだ美術品を追って、化石島へたどり着く。
殿村教授
人類学者。「化石島が人類発祥の地である」という仮説を立てており、化石島の奇岩も古代人の巨石文化の跡であると信じている。手塚と共に島を探査し、知能を向上させる不思議な食べ物を発見する。
エロス
愛を司る妖精。
アムール
エロスの上司にあたる妖精。
赤壁博士
人口増加問題を解決するために人は海に住むべきという主張を持ち、息子のピピを改造する。
ピピ
父親の赤壁博士に改造され下半身が魚のような人魚となる。

## 単行本
- 描き下ろし単行本『化石島』（東光堂）全1巻
- 手塚治虫全集『化石島』（小学館）全1巻
- 手塚治虫漫画全集『化石島』（講談社）全1巻
- 手塚治虫初期漫画館『化石島』（名著刊行会）全1巻
- 小学館叢書『手塚治虫初期傑作集4』（小学館）全1巻
- 角川文庫『漫画大学』（角川書店）全1巻
- ちくま文庫『手塚治虫西部劇傑作集』（筑摩書房）全1巻
- 手塚治虫文庫全集『漫画大学』（講談社）全1巻